# Биригуи (микрорегион)

Биригуи на карте.

Биригуи (порт. Microrregião de Birigüi) — микрорегион в Бразилии, входит в штат Сан-Паулу. Составная часть мезорегиона Арасатуба. 
Население составляет 	257 531	 человек (на 2010 год). Площадь — 	4 510,473	 км². Плотность населения — 	57,10	 чел./км².

## Демография
Согласно сведениям, собранным в ходе переписи 2010 г. Национальным институтом географии и статистики (IBGE), население микрорегиона составляет:						
| Полное население                             | Полное население                             | Полное население                             | Полное население                             | 257 531 |
| -------------------------------------------- | -------------------------------------------- | -------------------------------------------- | -------------------------------------------- | ------- |
| в том числе:                                 | Городское население                          | 240 574                                      | Процент городского населения, %              | 93,42   |
|                                              | Сельское население                           | 16 957                                       | Процент сельского населения, %               | 6,58    |
|                                              | Мужское население                            | 127 909                                      | Процент мужского населения, %                | 49,67   |
|                                              | Женское население                            | 129 622                                      | Процент женского населения, %                | 50,33   |
| Плотность населения, чел/км²                 | Плотность населения, чел/км²                 | Плотность населения, чел/км²                 | Плотность населения, чел/км²                 | 57,10   |
| Население микрорегиона в % к населению штата | Население микрорегиона в % к населению штата | Население микрорегиона в % к населению штата | Население микрорегиона в % к населению штата | 0,62    |

## Статистика
- Валовой внутренний продукт составляет 1 949 093 916,00 реалов (данные: Бразильский институт географии и статистики, 2003).
- Валовой внутренний продукт на душу населения составляет 8091,32 реалов (данные: Бразильский институт географии и статистики, 2003).
- Индекс развития человеческого потенциала составляет 0,807 (данные: Программа развития ООН, 2000).

## Состав микрорегиона
В составе микрорегиона включены следующие муниципалитеты:
1. Алту-Алегри
2. Аваньяндава
3. Барбоза
4. Билак
5. Биригуи
6. Брауна
7. Брежу-Алегри
8. Буритама
9. Клементина
10. Короадус
11. Габриел-Монтейру
12. Глисериу
13. Лордис
14. Луизиания
15. Пенаполис
16. Пиакату
17. Сантополис-ду-Агуапеи
18. Туриуба